# مارك جورمان
مارك جورمان (9 فبراير 1989 بألماتي في كازاخستان - ) هو لاعب كرة قدم إسرائيلي وكازاخستاني في مركز الدفاع. شارك مع منتخب كازاخستان لكرة القدم. أما مع النوادي، فقد لعب مع سامسون سبور ومكابي أخاء الناصرة ونادي أستانا ونادي كايرات وهبوعيل بتاح تكفا ‏.

## وصلات خارجية
- مارك جورمان على موقع الاتحاد الأوربي (الإنجليزية)
- مارك جورمان على موقع قاعدة بيانات كرة القدم.إي يو (الإنجليزية)
- مارك جورمان على موقع ناشيونال فوتبول تيمز (الإنجليزية)
- مارك جورمان على موقع Soccerway.com (الإنجليزية)
- مارك جورمان على موقع عالم كرة القدم.نت (الإنجليزية)